# 蘇拉姆山脈
蘇拉姆山脈是格魯吉亞的山脈，連接大高加索山脈和小高加索山脈，屬於高加索山脈的一部分，最高點海拔高度1,926米。鐵路和高速公路貫穿處於海拔高度1,926米的山口，以連接格魯吉亞東部和西部的交通網絡。
42°11′54″N 43°29′54″E / 42.19833°N 43.49833°E